# ロスタム
ロスタム（ペルシア語: رستم、ラテン文字転写: Rostam [rosˈtæm]）は、ペルシアの叙事詩『シャー・ナーメ』に登場する英雄。イラン最大の叙事詩「王書」(シャー・ナーメ)を含むペルシア文学の中でも、最も偉大な英雄とされ、その栄光と悲劇に彩られた生涯は世界的にも有名である。ザール（白髪のザール）とカブールの王女ルーダーベの息子。母ルーダーベが蛇王ザッハークの曾孫であるため、ロスタムはナリーマン（ナリーマーン）家という英雄の家系に生まれながらも、ザッハークの玄孫でもある。
巨象のような立派な体格をもち、『シャー・ナーメ』ではたびたび獅子に喩えられる。また、突出しているのは体格だけではなく、カや勇気、そして策謀も、イランで彼に並ぶものは無く、英雄としての資格を全て兼ね備えていた。特に武術の腕と投げ縄の腕は並ぶものなどいないほどとされる。700年もの生涯のうち、イランを守るため、トゥーラーン（トゥラーン）や化け物とたびたび戦った。彼は七つの試練を越える、ペルシア最大の英雄の一人である。

## 誕生

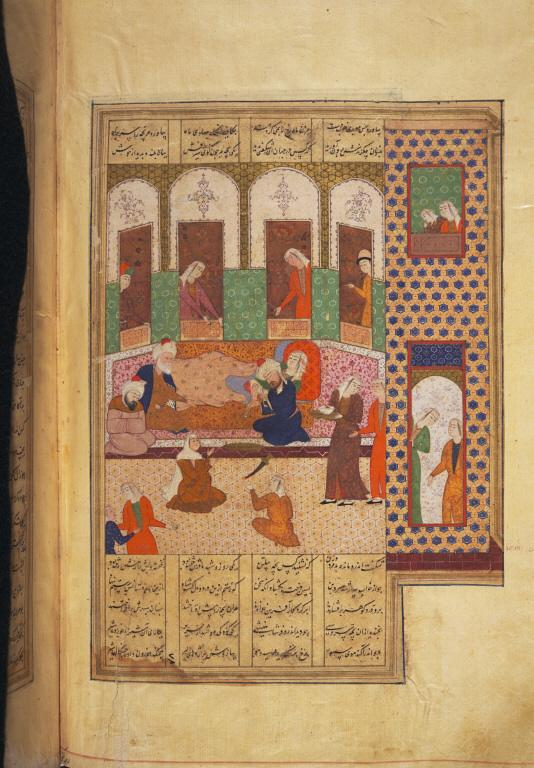
ロスタムを身ごもったルーダーベ

母の胎内で大きくなりすぎたため、父の育ての親である霊鳥スィーモルグ（スィームルグ）の力を借り、帝王切開により出生する。
このような難産だったため、出産後、母親は「わたしは救われ（ロスタム）、悲しみが終わった」と言った。これにより、この赤子は「ロスタム」と命名されることになったという。ロスタムは生後一日で成人男性と同じくらいの背丈があり、幼少期には片手で持ったメイスの一撃で巨象を倒した。

## 七道程 (ハフト・ハーン)

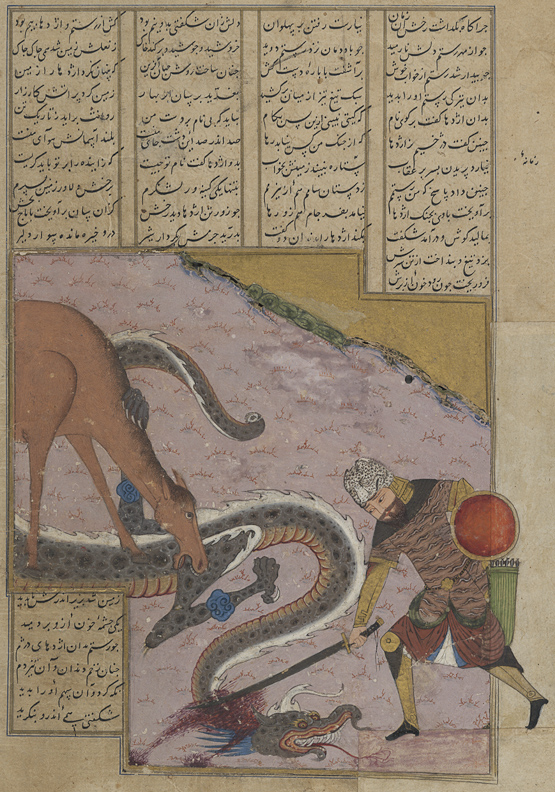
ラクシュと共に龍と戦うロスタム

成長したロスタムは、曽祖父ナリーマンの敵討ちのためスィパンド城を攻略し、またたびたび侵略してくるトゥーラーンを幾度となく撃退し、名を挙げる。そんななか、イラン国王カーウースが白鬼 (Div-e-Sepid) と戦争をし、苦境に陥る。この救出のために旅に出たロスタムは七つの試練を越えることになる。これがロスタムの偉業の一つ、「七道程」である。
- 第一道程、ラクシュと獅子の戦い

第一の試練では、ロスタムは戦わず、彼の愛馬ラクシュが代わりに戦うことになる。旅の途中、疲れたロスタムが寝ているとき、一匹の獅子がやってきた。ロスタム達を襲おうとした獅子に対し、ラクシュは獅子の頭を蹴り飛ばし、背中に噛み付いて地面に倒し、引きちぎる。なお、このラクシュという馬は「竜馬」と叙述される巨大な馬で、人並みはずれた怪力を誇るロスタムが背に手を置いて、力を込めても耐え切ることができる唯一の馬であった。
- 第二道程、灼熱の砂漠

水の一滴も無い砂漠でロスタムは死にかける。しかし、絶体絶命のロスタムが神に祈ると、どこからともなく一匹の牝羊が現れる。近くに水場があると考えたロスタムは、牝羊の後を追い、水場を発見、九死に一生を得るのだった。
- 第三道程、ロスタムと龍の戦い

水場でロスタムが眠りに就くと、そこへ一匹の龍がやってきた。実は、その水場は龍の憩いの場で、悪鬼すら近寄らない危険な場所であった。危機を感じたラクシュは主を起こすが、ロスタムが目を覚ますと龍は姿をくらましてしまう。忠実なラクシュはロスタムに怒鳴られながらも何度も起こし、三度目にしてロスタムは龍を視認することに成功し、剣を抜き、龍と格闘する。最後は、ラクシュが龍の肩を噛みちぎり、ロスタムが龍の首を刎ねて勝利する。
- 第四道程、ロスタムと魔女

やがて魔物の国に入ったロスタムは、泉を発見し一休みする。その泉のほとりに酒と、ギターが置いてあったので、ロスタムは酒を呑み、ギターを弾き、歌う。すると、一人の美女がロスタムのもとにやってきた。意気投合する二人だったが、ロスタムが神の名を口にすると女は顔色を変えた。これを怪しいと感じたロスタムは輪なわを投げ、女を拘束するとたちまち女は醜い老婆の正体を現したので、ロスタムは剣で魔女の胴を両断した。
- 第五道程、どこまでも続く闇の世界

星も月も無い、闇の世界に入り込んだロスタムは、ラクシュに手綱をまかせて進むことで、ようやく陽の当たる世界に出ることに成功する。ここでロスタムはこの地方の領主ウーラードを捕虜にし、以降の道案内をさせることになる。
- 第六道程、ロスタムと悪鬼アルザングとの戦い

悪鬼の陣営を発見したロスタムはラクシュに騎乗し、大音声を挙げて悪鬼の指揮者アルザングに突撃する。そしてロスタムはアルザングを捕まえると力任せにアルザングの頭と胴体を引きちぎる。そのまま、ロスタムは指揮者を失った悪鬼の群れを蹴散らし、カーウース王を救出する。
- 第七道程、ロスタムと白鬼の戦い

なんとか王を救出したロスタムだったが、王は牢の暗闇のために失明していた。これを治すためには、敵の親玉である白鬼の脳と血を飲ませなければならない。ロスタムは日が登るのを待ち、白鬼との対決に臨む。序盤、ロスタムは剣で白鬼の片腕、片足を切断するが、白鬼は衰えることなく攻撃してくるので、やがて素手での格闘になる。さすがのロスタムも死を覚悟するが、白鬼を投げ技で地面に叩きつけ、短剣でとどめを刺す。

## ソフラーブとの戦い

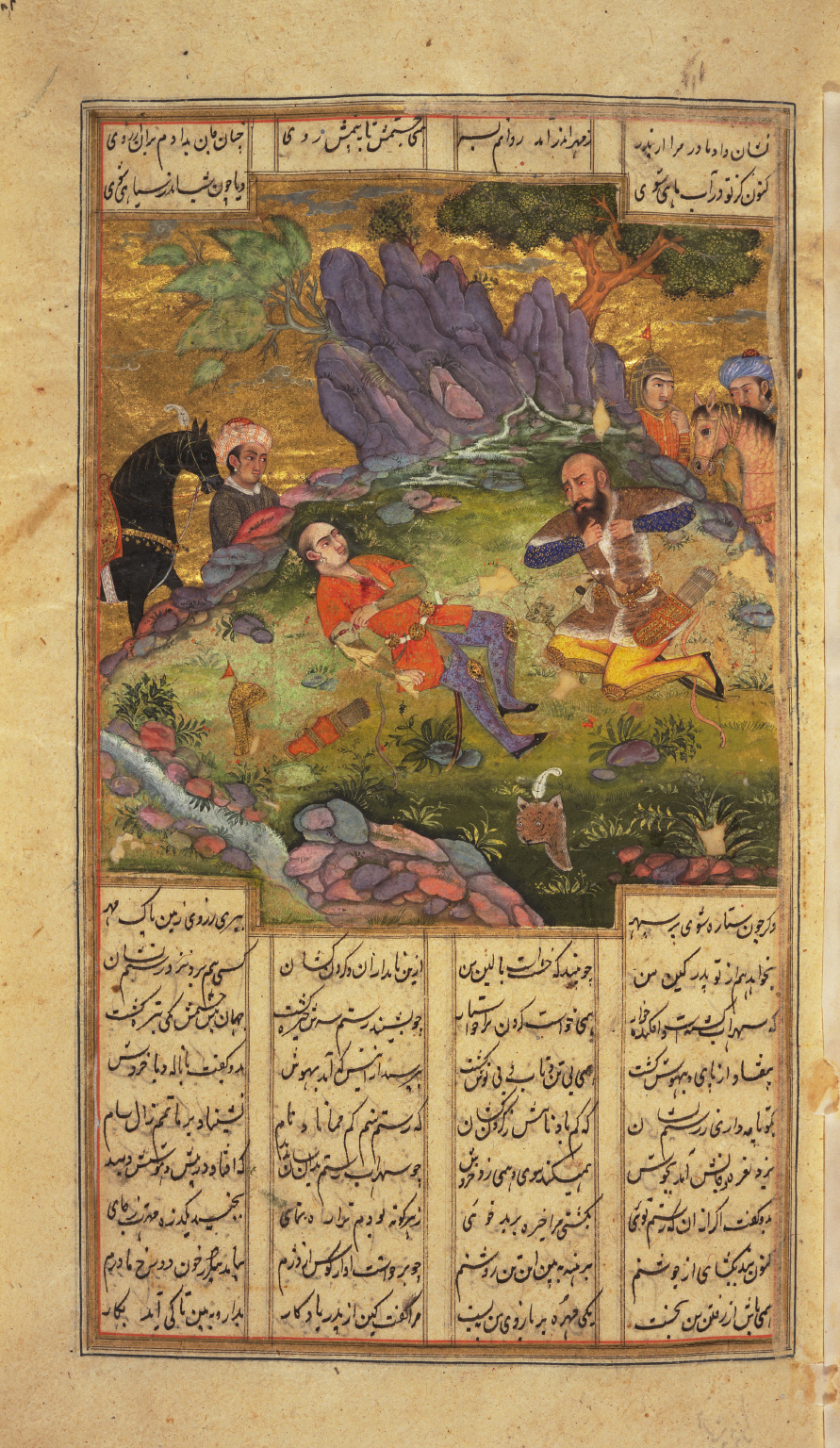
ロスタムとソフラーブ

あるきっかけから、ロスタムはトゥーラーンの属国に当たるサマンガーンで美女タハミーネと出会い一子をもうける。こうして生まれたロスタムの子ソフラーブ（ソホラーブ）は父が誰であるかも知らずに成長し、トゥーラーンのためにイランと戦い始める。やがて、タハミーネから父の素性を教えられたが、既にソフラーブはトゥーラーンの戦士としてイランと戦っており、引き返せない。そこで、ソフラーブはイランのカーウース王を玉座から引きずりおとし、父であるロスタムをイラン王にし、しかるのち自分はトゥーラーンの王座を簒奪する計画をたて、とりあえずはイランとの戦いを継続する。
次々とイランの勇者を打ち破るソフラーブに対し、ついにイランはロスタムを戦場に呼び出す。既に老英雄となっていたロスタムを見たソフラーブは、この老英雄をロスタムではないかと思い素性を尋ねるが、年老いたロスタムはこのような若者に敗れて名誉を失うことを恐れて正体を隠し、「自分はロスタムではない」と名乗ってしまったため、そうとは知らず、この親子は三日にわたって激闘を繰り広げることになる。
一日目、二日目はともに若いソフラーブが優勢であった。特に、二日目にはソフラーブはロスタムを組み伏せ、もう少しで殺せる寸前までいったのであったが、ロスタムは詭計を使い、なんとか逃れる。どうしてもソフラーブには叶わないことを悟ったロスタムは神に祈る。実は、以前のロスタムは自分でも制御できない力を持っており、神に力を一部だけ取り去ってもらっていたのである。その力を取り戻したロスタムは、三日目、ソフラーブに瀕死の重傷を負わせることに成功する。しかし、死にゆくソフラーブの口から、彼が自分の子であることを知り、知らぬこととはいえ子殺しをしてしまったと、絶望にふけるのであった。
その後、ロスタムは死に場所を求めて各地をさすらい、その一方で死者を蘇らせる霊薬を探した。だが、霊薬を手に入れることはできなかった。

## イスファンディヤールとの戦い

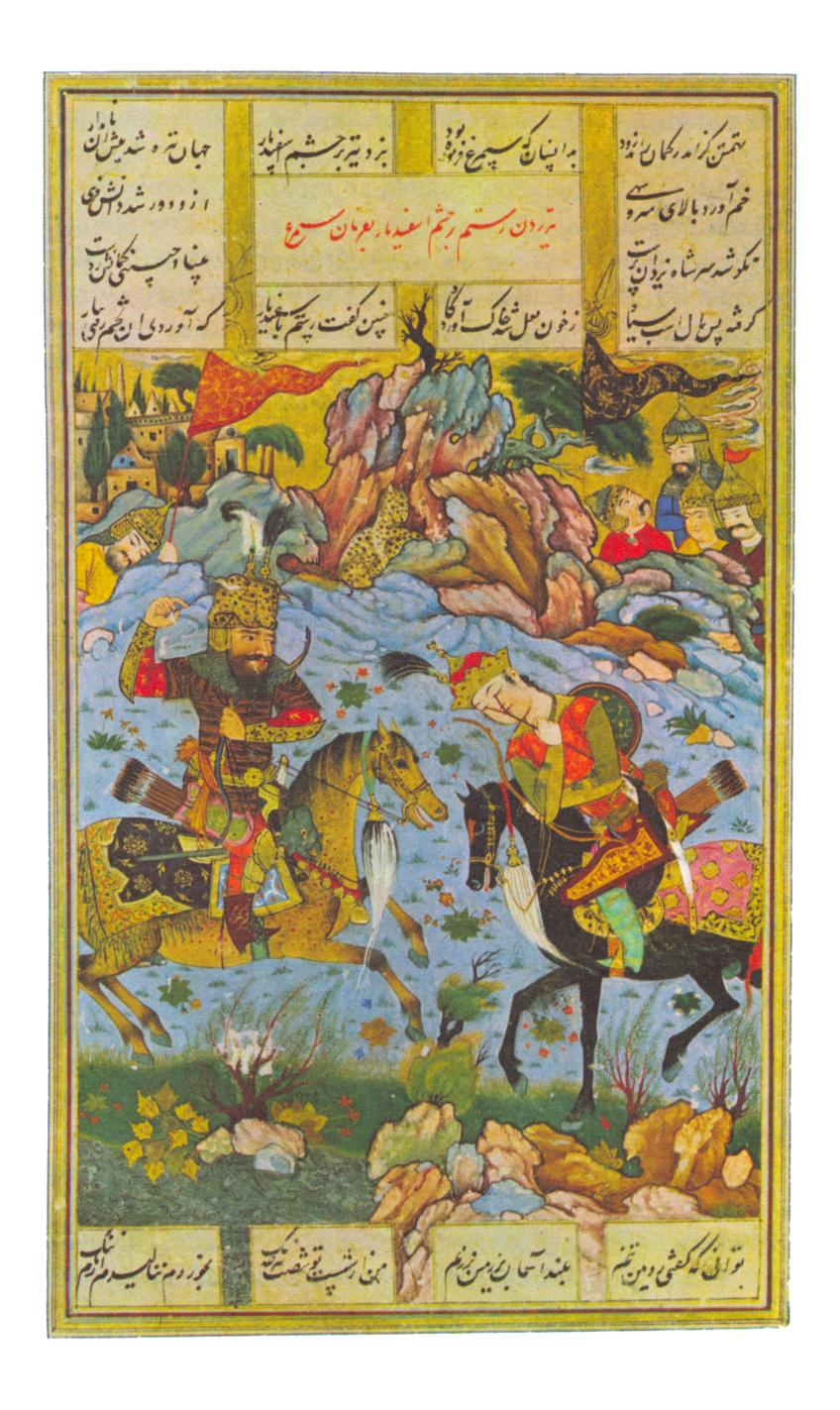
ロスタムとイスファンディヤール

イランの王がゴシュタースプ（グシュタースプ）王に代替わりしたときのこと、王子イスファンディヤールを疎んだゴシュタースプ王は、「ロスタムを倒したら王位を譲る」との約束をする。これには、イランの東側、ザーブリスターンに広大な領地を持ち、かなりの権威を持つザールとロスタムが王に疎まれていたという事情もあった。
ロスタムと同じような七つの武勇伝を持ち、青銅の体を持つイスファンディヤールに対し、ロスタムはかなりの苦戦を強いられ、重傷を負う。ロスタムは、父ザールの助言に従い、霊鳥スィーモルグに治療してもらうとともに、助言を得る。スィーモルグは、イスファンディヤールを殺した者には呪いがかかり、破滅の未来が待っているから平和的に解決した方がいいことと、平和的交渉が無理だったときのために、イスファンディヤールは青銅の体を持ち、剣でダメージを負わせることはできないが、タマリスクの二股の矢で両目を射抜けば殺せることを教える。ロスタムは助言通り平和的に解決しようとするが、交渉は決裂し、ロスタムはイスファンディヤールを油断させ、弓で目を射ってイスファンディヤールを殺害してしまう。そして、ロスタムの栄光の人生は破滅へと向かう。
このとき、ロスタムはイスファンディヤールの遺言に従い、彼の息子であるバフマンを扶養することを約束する。しかし、ロスタムの死後、バフマンは父の復讐のため、ザーブリスターンに出兵し、ロスタムの父であるザールを捕らえ、息子のファラーマルズを殺害することになる。そして、ザーブリスターンは滅びてしまう。

## ロスタムの最期
ロスタムの腹違いの弟シャガードは成年に達すると、カブール王の娘と結婚した。これによってザーブリスターンの主であるロスタムは、これ以降はカブールに対して貢物を要求しないだろうと思われていたのだが、この年もロスタムはカブールの貢物を要求した。これに立腹したシャガードは落とし穴の計略により、ラクシュもろともロスタムに瀕死の重傷を負わせる。しかし、ロスタムは重傷を負いながらも、弓でシャガードを射殺してから息絶えるのであった。シャガードは老木に身を隠していたがロスタムの矢は身を隠していた老木ごと貫いた。